# Алимов Іван Якович
Али́мов Іва́н Я́кович (*? — 27 червня 1774 року) — управитель Іжевського Заводу, секунд-майор.
Брав активну участь в боротьбі з повстанцями Омеляна Пугачова в районі Камських заводів. В кінці 1773 року, коли повстанці оволоділи Іжевським заводом, втік в Казань. В березні 1774 року разом з Ф.Венцелем повернувся на місце служби. Отримав наказ бути в команді з управителем Воткінського заводу А.Клепиковим. В селі Перевозне їхній загін був розбитий повстанцями, а майстрові перейшли на бік повсталих. В середині червня 1774 року отримав чіткі відомості про повстанців, які діяли біля міста Оса. Швидко зібравши новий загін з майстрових та чиновників виступив на Осу. Бій пройшов на березі річки Позим, поряд із селом Зав'ялово та закінчився перемогою Омеляна Пугачова. Наступного дня Алимов був страрчений.